# Aviație navală
Aviația navală este componenta aeriană a marinei militare și operează de pe navele de război care au la bord aeronave sau de pe  baze terestre.

## Rol
Aviația navală poate avea diferite roluri  în funcție de stat. Rolurile uzuale includ:
- Apărarea aeriană a flotei
- Proiectarea  strategică
- Lupta anti-submarin
- Lupta anti-navă
- Războiul amfibiu
- Patrulare maritimă
- Transport